# پرونده جرم (فیلم)
پرونده جرم (به انگلیسی: Crime File) فیلمی هندی محصول سال ۱۹۹۹ و به کارگردانی کی. مادو است. در این فیلم بازیگرانی همچون سورش گوپی، صدیق، سانگیتا مادهاوان نایر، ویجایاراغاوان و کوچین هانیفا ایفای نقش کرده‌اند.